# Serhij Melnykow
Serhij Melnykow, ukr. Сергiй Мельников (ur. 26 stycznia 1960) – ukraiński lekkoatleta specjalizujący się w biegach sprinterskich i płotkarskich. W czasie swojej kariery reprezentował Związek Socjalistycznych Republik Radzieckich.
Największy sukces na arenie międzynarodowej odniósł w 1979 r. w Bydgoszczy, zdobywając srebrny medal mistrzostw Europy juniorów w biegu sztafetowym 4 × 400 metrów.
Rekord życiowy w biegu na 400 metrów przez płotki: 49,35 – Moskwa 20/06/1983